# Aerotypia
Aerotypia là một chi bướm đêm thuộc họ Gelechiidae.